# 함태초등학교
함태초등학교는 대한민국 강원특별자치도 태백시에 있는 초등학교다.

## 학교 연혁
- 1960년 2월 25일 혈리국민학교 소도분실 인가
- 1961년 11월 25일 함태국민학교로 승격
- 1975년 8월 21일 구 교사로 이전(태백산로 4942)
- 1982년 3월 16일 병설유치원 개원
- 1988년 4월 20일 학교 급식 실시
- 2008년 8월 27일 현 교사로 이전
- 2015년 9월 1일 제21대 홍순호 교장 부임
- 2016년 2월 29일 병설유치원 폐원
- 2018년 2월 8일 제57회 졸업식 14명 졸업(총 5,368명)
- 2018년 3월 1일 8학급 편성